# 升降機及自動梯安全諮詢委員會
升降機及自動梯安全諮詢委員會（英語：Lift and Escalator Safety Advisory Committee，LESAC）於2013年7月9日由政府成立。委員會負責就有關本港升降機及自動梯安全的行政和執行事宜向機電工程署署長提供意見。現任主席是高志偉工程師。

## 歷任主席
- 潘樂陶博士，OBE，BBS（2013年7月9日-2019年7月8日）[2]
- 高志偉工程師（2019年7月9日-）[1]